# 7461 Качмокіам
7461 Качмокіам (7461 Kachmokiam) — астероїд головного поясу, відкритий 3 жовтня 1984 року.
Тіссеранів параметр щодо Юпітера — 3,169.